# Campionati mondiali juniores di bob 1993
I Campionati mondiali juniores di bob 1993, settima edizione della manifestazione organizzata dalla Federazione Internazionale di Bob e Skeleton, si sono disputati a Cortina d'Ampezzo, in Italia, sull'omonima pista olimpica (dal 2003 intitolata al pluricampione olimpico e mondiale Eugenio Monti), il tracciato sul quale si svolsero le competizioni del bob ai Giochi di Cortina d'Ampezzo 1956 e la rassegna iridata juniores del 1991. La località veneta sita ai piedi delle Dolomiti ha quindi ospitato le competizioni mondiali di categoria per la seconda volta nel bob a due uomini e nel bob a quattro.

## Risultati

### Bob a due uomini
La gara si è disputata nell'arco di due manches.
| Pos. | Atleti                        | Nazione  |
| ---- | ----------------------------- | -------- |
|      | Jan Lehmann Ulf Hielscher     | Germania |
|      | Rodžers Lodziņš Egīls Bojārs  | Lettonia |
|      | Pierre Lueders Jeremy Stewart | Canada   |
| ...  | ...                           | ...      |
| 10   | Hofer Tavagna                 | Italia   |
| ...  | ...                           | ...      |

### Bob a quattro
La gara si è disputata nell'arco di due manches.
|     | Matthias Benesch Karsten May Thomas Lebsa Axel Jang  | Germania |     |     |
|     | Jan Lehmann Ulf Hielscher Silvio Sauerbrei Sven Rühr | Germania |     |     |
|     | Maurizio Giannuzzi Siorpaes Di Napoli Tavagna        | Italia-1 |     |     |
| ... | ...                                                  | ...      | ... | ... |

## Medagliere
| Posizione | Nazione  | Oro | Argento | Bronzo | Totale |
| --------- | -------- | --- | ------- | ------ | ------ |
| 1         | Germania | 2   | 1       | 0      | 3      |
| 2         | Lettonia | 0   | 1       | 0      | 1      |
| 3         | Canada   | 0   | 0       | 1      | 1      |
| 3         | Italia   | 0   | 0       | 1      | 1      |
| Totale    | Totale   | 2   | 2       | 2      | 6      |